# استو کریک، نیوجرسی
استو کریک (به انگلیسی: Stow Creek Township) شهری در ایالت نیوجرسی کشور ایالات متحده آمریکا است که جمعیت آن در سرشماری سال ۲۰۱۰ میلادی، ۱٬۴۳۱ نفر بوده‌است.